# Cneorides flaviventris
Cneorides flaviventris es un coleóptero de la familia Chrysomelidae.
Fue descrita científicamente en 1896 por Martin Jacoby .